# Gesù Cristo sono io
Gesù Cristo sono io è un singolo della cantautrice italiana Levante, pubblicato il 27 ottobre 2017 come terzo estratto dal terzo album in studio Nel caos di stanze stupefacenti.

## Descrizione
(Levante)
La cantautrice ha rivelato di aver scritto il testo della canzone, carico di un forte messaggio di denuncia contro la violenza sulle donne, pensando alla tragica morte della trentunenne napoletana Tiziana Cantone, morta suicida il 13 settembre 2016 dopo essere stata vittima di revenge porn ed essere finita in una gogna mediatica.

## Video musicale
Il videoclip è stato pubblicato su YouTube il 25 novembre 2017, sul canale Vevo della cantante.